# Dollhouse
Pour les articles homonymes, voir Maison de poupée (homonymie).
Dollhouse est une série télévisée américaine en 26 épisodes de 50–43 minutes, créée par Joss Whedon et diffusée du 13 février 2009 au 29 janvier 2010 sur le réseau Fox et en simultané au Canada sur le réseau Global.
En France, la série a été diffusée du 5 novembre 2009 au 26 septembre 2010 sur Téva puis du 8 janvier au 3 mai 2011 sur M6 ; au Québec à partir du 10 février 2010 sur Ztélé, en Suisse à partir du 24 février 2010 sur TSR1 et en Belgique à partir du 6 septembre 2012 sur Plug RTL.

## Synopsis
Le centre « Dollhouse », en français « maison de poupée », est un laboratoire dont l’existence est tenue secrète. Ce centre futuriste abrite de nombreuses « poupées » (« dolls »), des hommes et des femmes programmés pour accomplir différentes missions, que ce soit pour protéger ou pour éliminer quelqu'un, ou à des fins de prostitution. Les dirigeants de la Dollhouse nomment ces gens des « actifs » (au Québec, des « réactifs »), dont les scientifiques présents au sein de ce programme peuvent effacer à leur guise la mémoire, pour ensuite les imprégner d'une nouvelle personnalité qui leur permettra de remplir leur contrat.
Mais les souvenirs de la jeune « active » Echo vont peu à peu refaire surface… En effaçant leur mémoire, les programmeurs effacent-ils aussi l’âme des « actifs »?

## Distribution

### Acteurs principaux
- Eliza Dushku (VF : Barbara Delsol) : Echo / Caroline Farrell
- Harry Lennix (VF : Frantz Confiac) : Boyd Langton
- Fran Kranz (VF : Pascal Nowak) : Topher Brink
- Tahmoh Penikett (VF : Xavier Béja) : Paul Ballard
- Enver Gjokaj (VF : Jérémy Prevost) : Lubov / Victor / Anthony Ceccoli
- Dichen Lachman (VF : Pamela Ravassard) : Sierra / Priya Tsetsang
- Olivia Williams (VF : Anne Rondeleux) : Adelle DeWitt

Remarque : les noms de code des personnages, Alpha, Echo, Sierra, Victor (…), viennent de l'Alphabet radio international. 

Photos des acteurs principaux
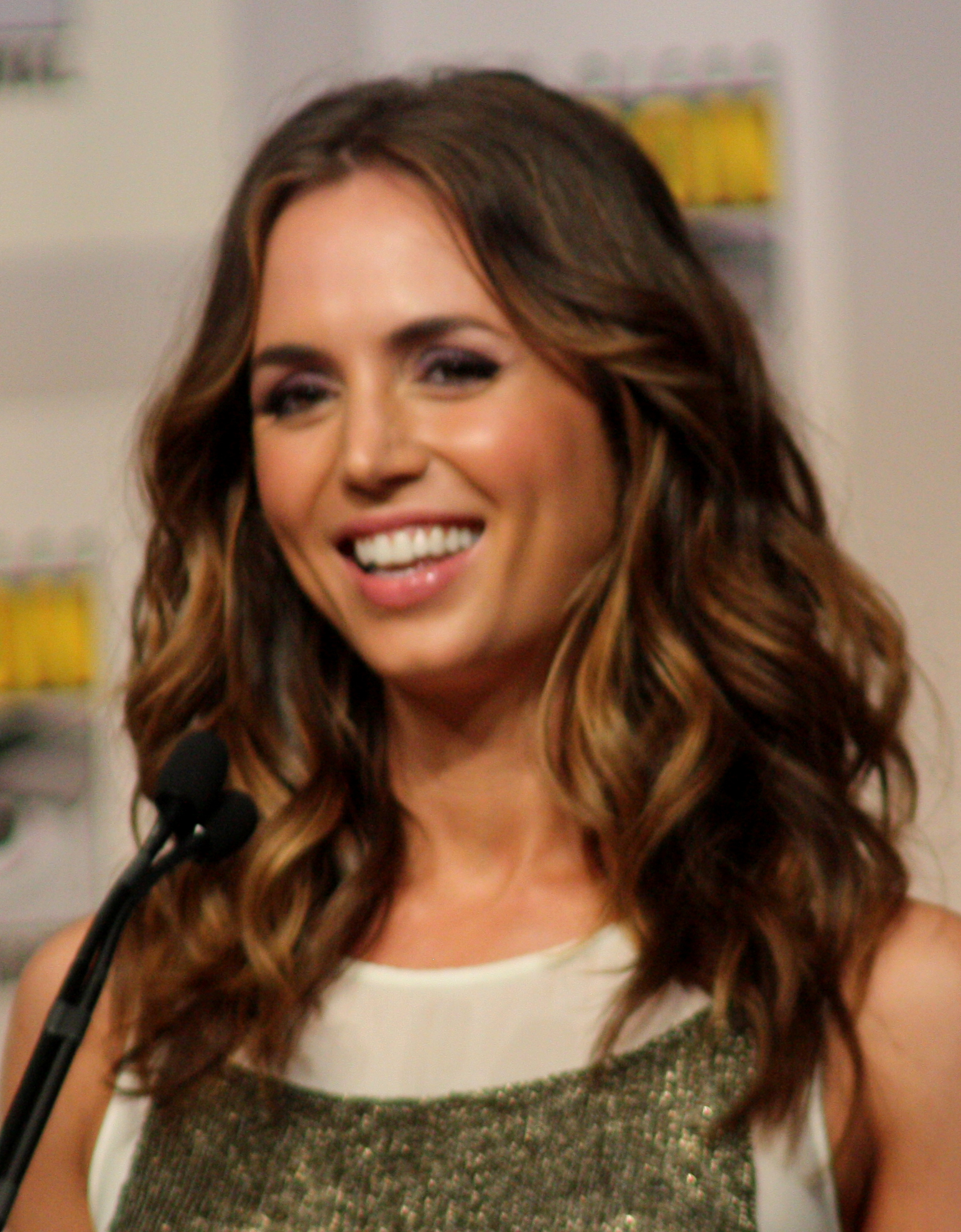
Eliza Dushku dans le rôle d'Echo / Caroline Farrell
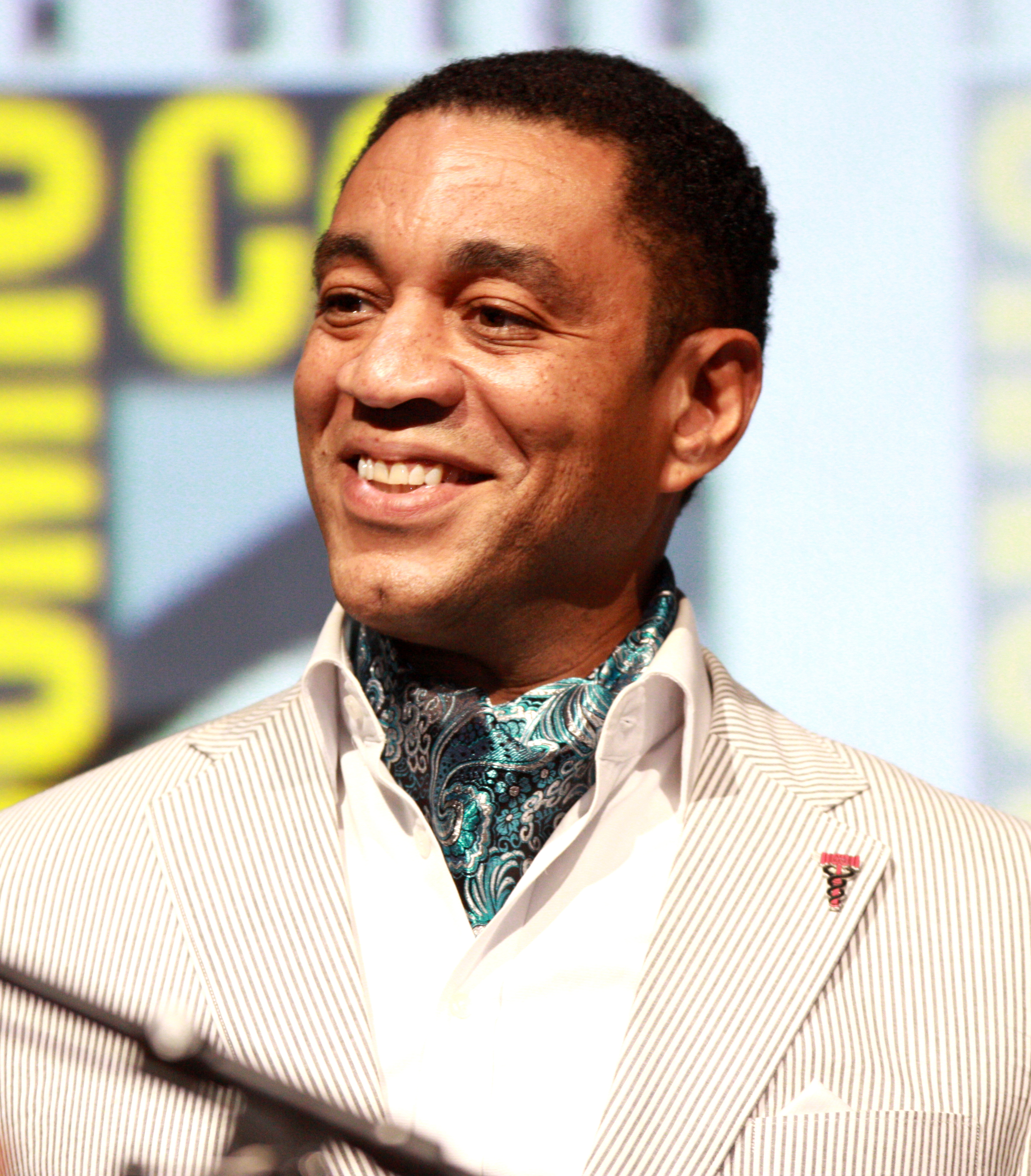
Harry Lennix dans le rôle de Boyd Langton
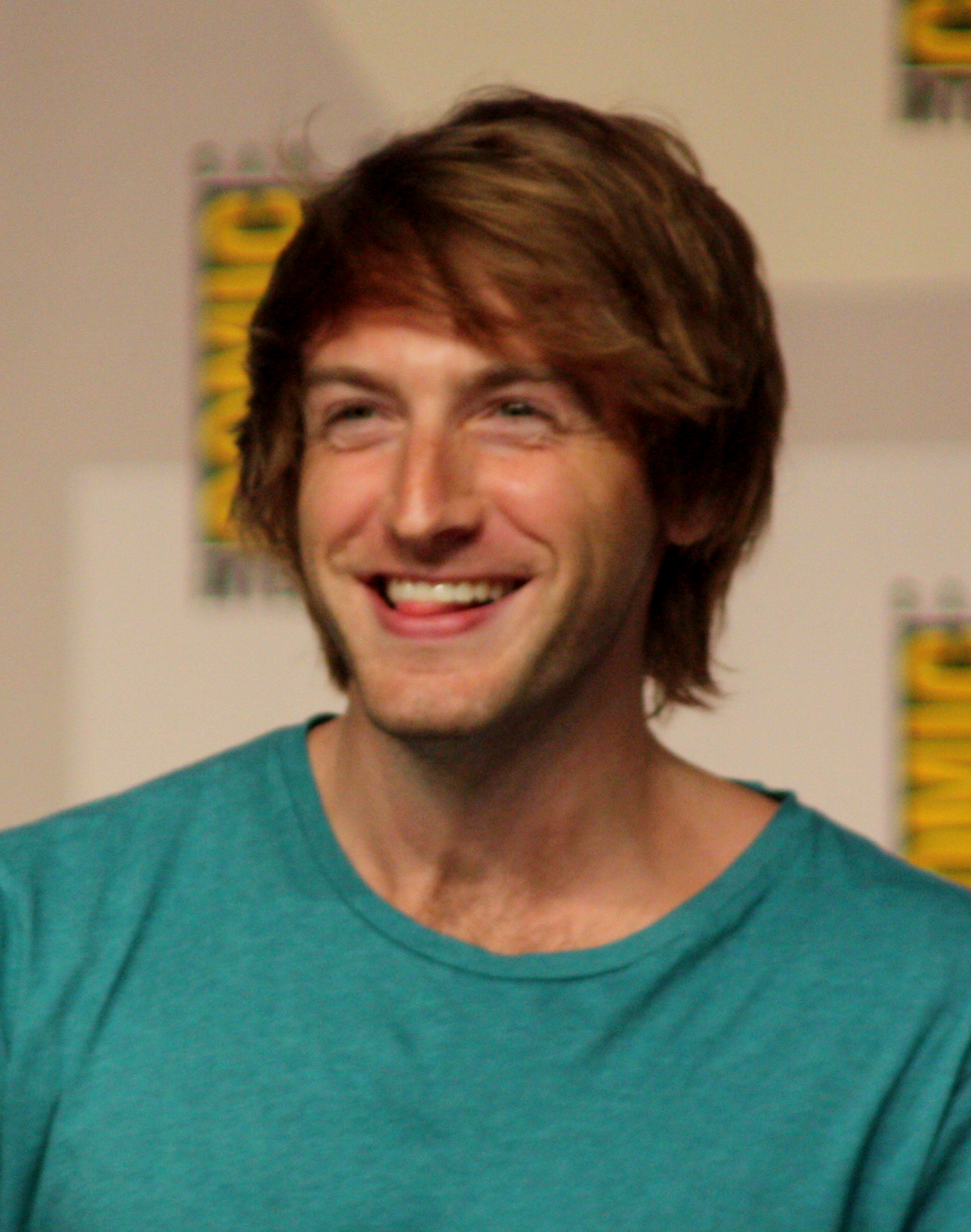
Fran Kranz dans le rôle de Topher Brink
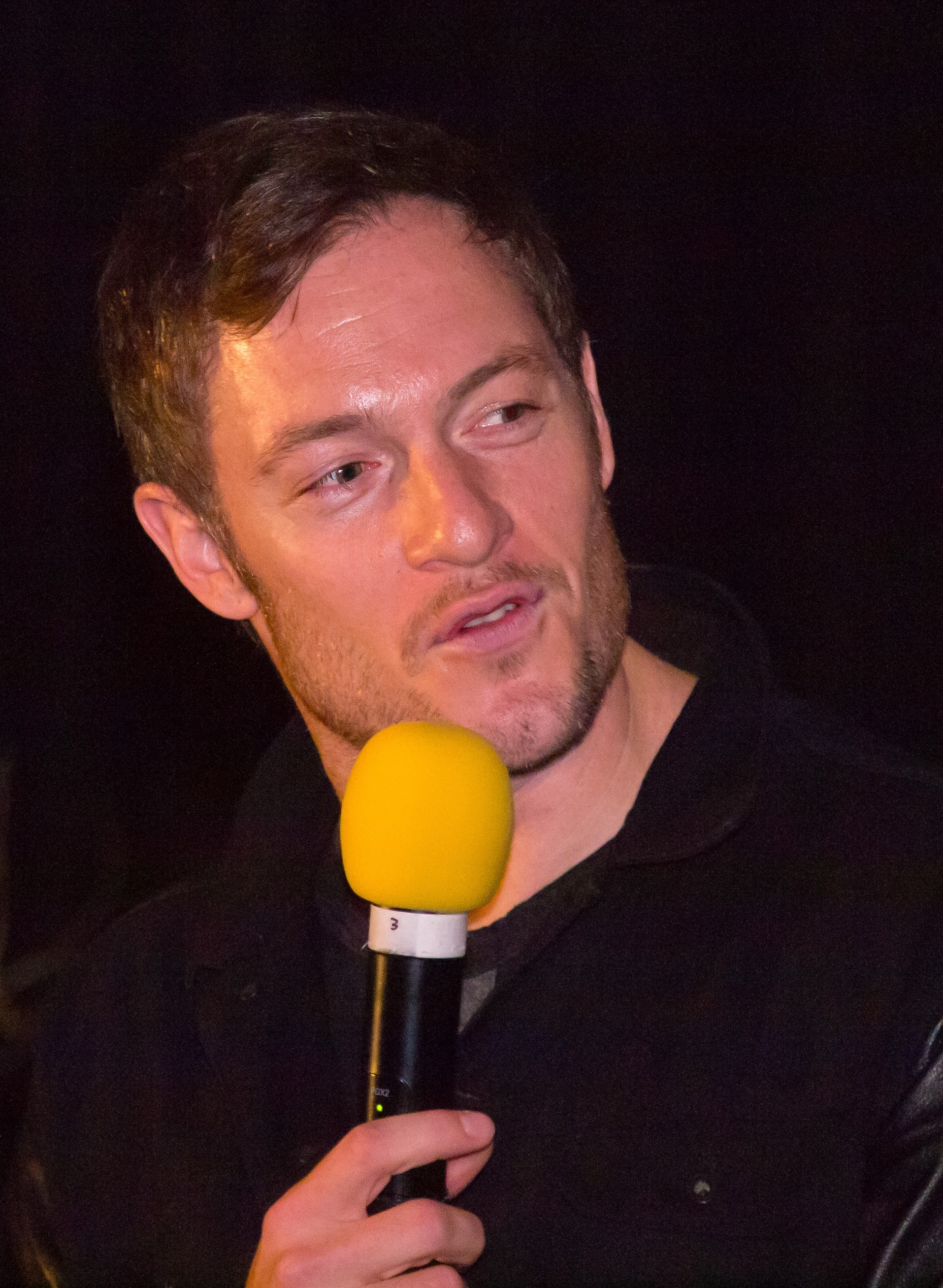
Tahmoh Penikett dans le rôle de Paul Ballard
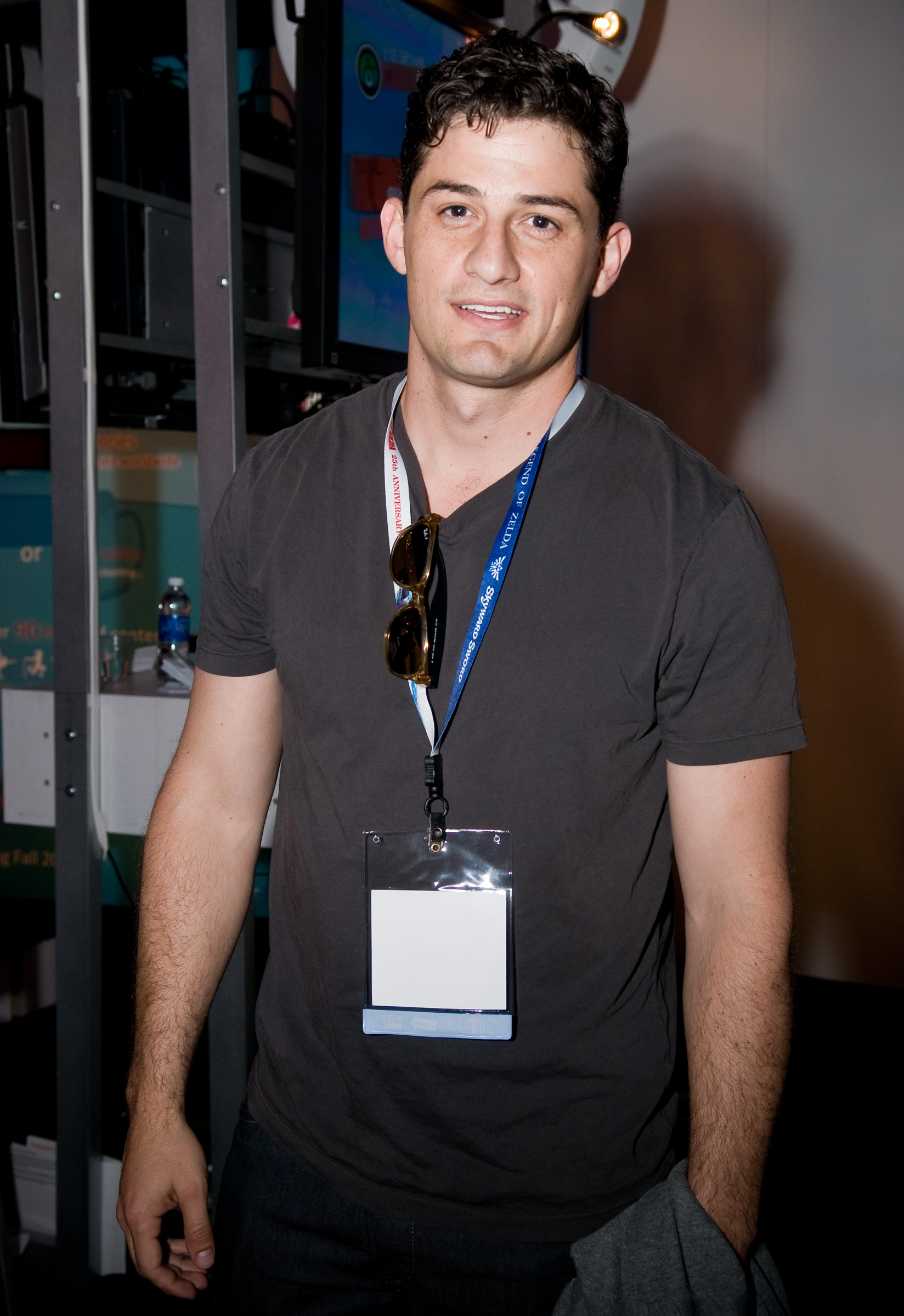
Enver Gjokaj dans le rôle de Lubov / Victor / Anthony Ceccoli
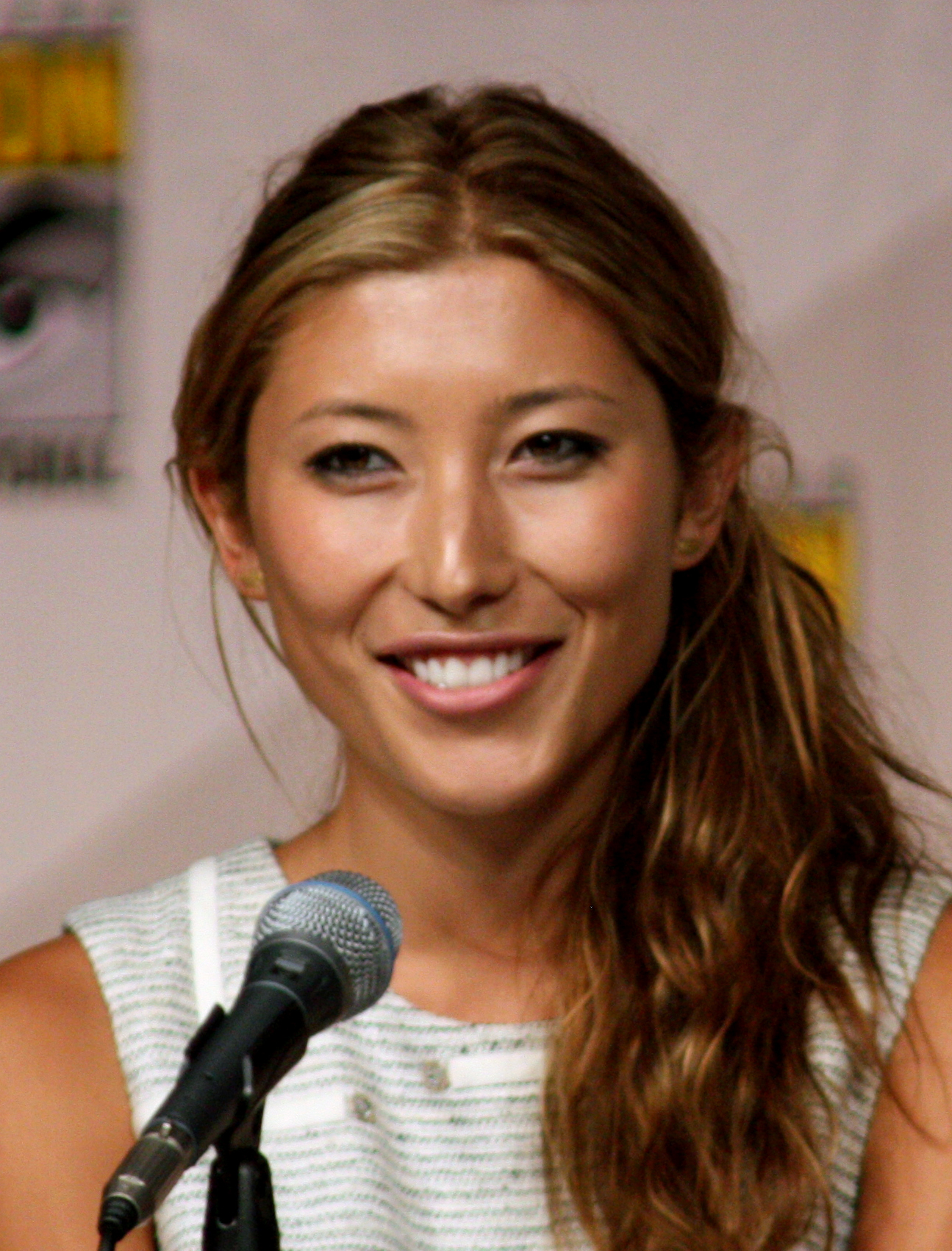
Dichen Lachman dans le rôle de Sierra / Priya Tsetsang
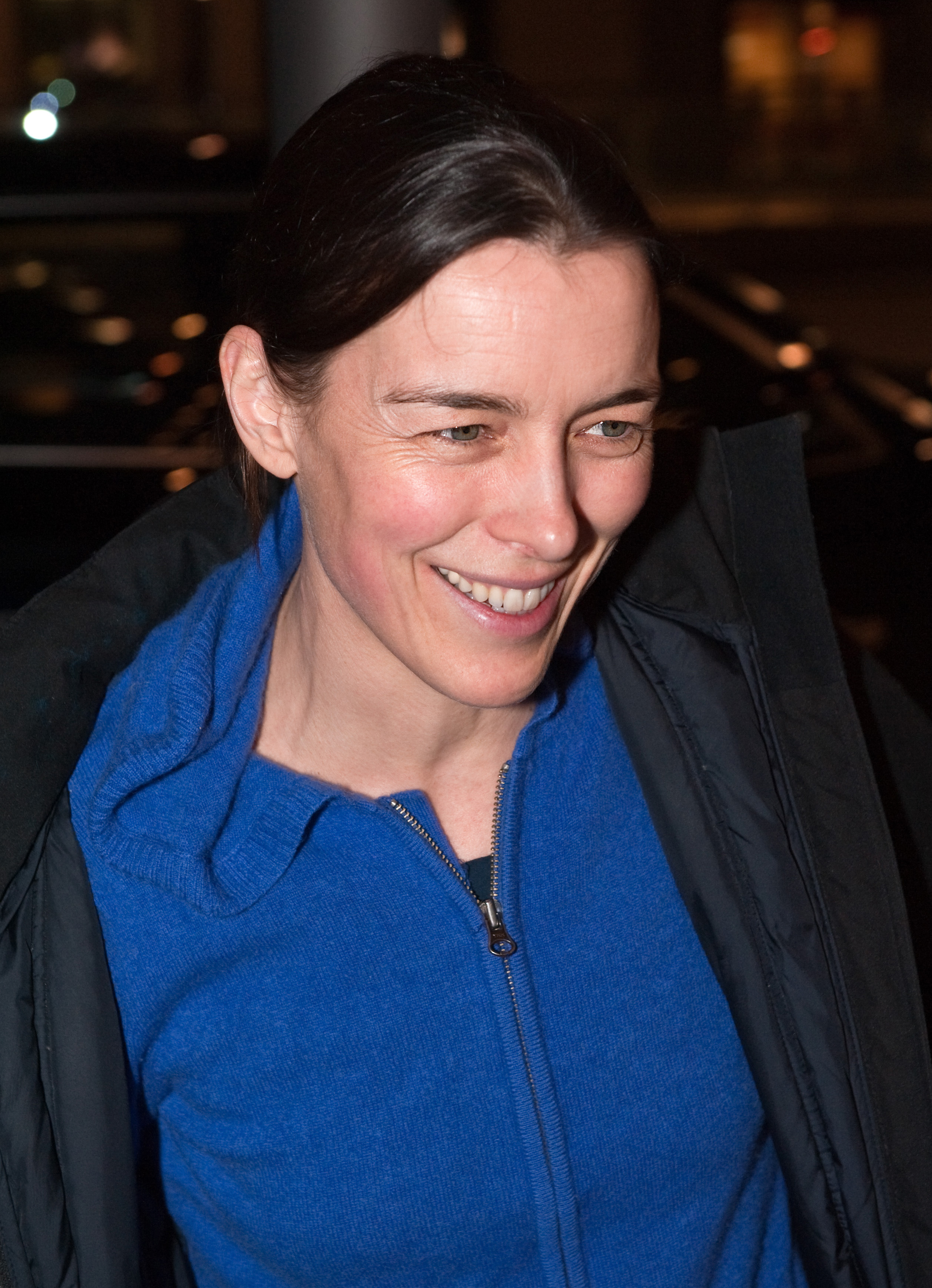
Olivia Williams dans le rôle de Adelle DeWitt
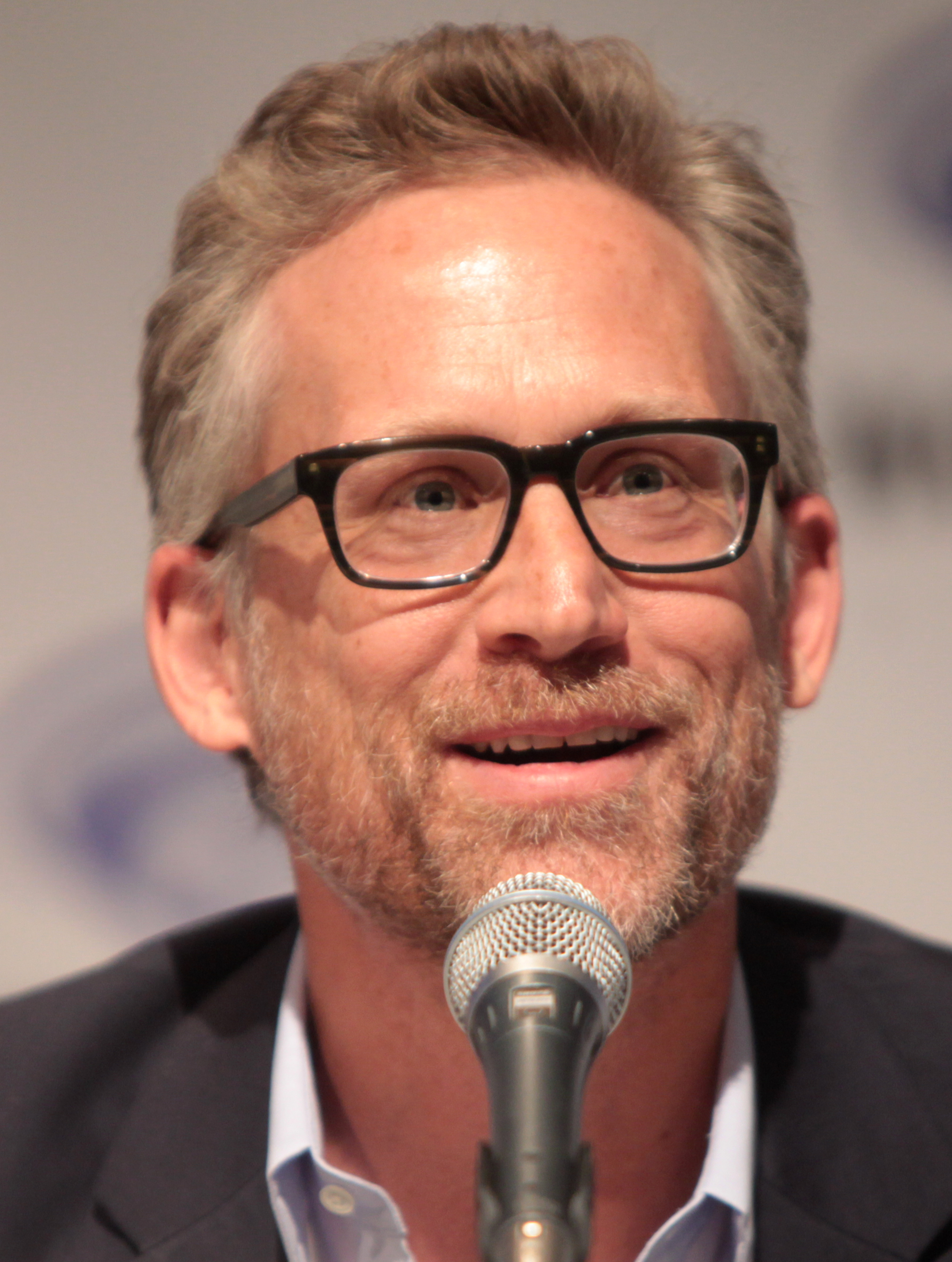
Reed Diamond dans le rôle de Laurence Dominic

### Acteurs récurrents
- Amy Acker (VF : Léa Gabrièle) : Whiskey / Dr Claire Saunders
- Reed Diamond (VF : Régis Reuilhac) : Laurence Dominic
- Miracle Laurie (VF : Bénédicte Bosc) : November / Mellie / Maddeline
- Alan Tudyk (VF : Vincent Ropion) : Alpha / Carl William Craft
- Mark Sheppard (VF : Fabien Jacquelin) : Tanaka
- Liza Lapira (VF : Natacha Muller) : Ivy
- Aisha Hinds (VF : Laura Zichy) : Loomis
- Felicia Day (VF : Catherine Desplaces) : Meg
- Brett Claywell (VF : Donald Reignoux) : Matt Cargill
- Zack Ward (VF : Fabrice Lelyon) : Zone
- Summer Glau (VF : Olivia Luccioni) : Bennett Halverson (saison 2)
- Keith Carradine (VF : Edgar Givry) : Matthew Harding (saison 2)
- Alexis Denisof (VF : Éric Legrand) : Sénateur Daniel Perrin (saison 2)
- Stacey Scowley (pl) (VF : Patricia Piazza) : Cindy Perrin (saison 2)
- Philip Casnoff (VF : Pierre-François Pistorio) : Clive Ambrose
- Vincent Ventresca (VF : Pascal Germain) : Nolan Kinnard

 Source et légende : version française (VF) sur RS Doublage

## Production

### Inspirations
Le concept de la série est né lors d'un déjeuner entre Joss Whedon et Eliza Dushku. Le producteur de Buffy et son actrice fétiche ont alors évoqué la carrière d'Eliza, son identité en tant qu'actrice et ce qu'elle voulait faire par la suite. C'est ainsi que leur est venu à l'esprit une série qui évoquerait la quête de l'identité. Dollhouse était née. Joss Whedon et Eliza Dushku étant sous contrat avec la Fox, ils proposent ce projet à la chaîne qui accepte de le financer, commandant directement sept épisodes. Le budget alloué à chaque épisode est d'environ 1,5 à 2 millions de dollars.
Whedon compare ainsi l'essence de Dollhouse à Frankenstein : « C'est comme prendre le rôle d’un monstre de Frankenstein et de se demander : Qui suis-je ? Qui m’a créé ? Pourquoi suis-je comme ça ? Qu’il y a-t-il de bon en moi ? Qu’il y a-t-il de mauvais en moi ? Qu’il y a-t-il d’éternel en moi ? Qu’il y a-t-il d’évanescent en moi ? Et tous les gens de la série planchent sur ce même problème, mais pour des raisons différentes. C’est là le cœur de la série : Qui sommes nous ? »
Le nom de la compagnie qui exploite les Dollhouse, Rossum, est tiré de la pièce de théâtre de 1920 de Karel Čapek, dont le titre anglophone est Rossum's Universal Robots.

### Développement et Casting
Fin février 2008, Elizabeth Craft et Sarah Fain rejoignent l'équipe de production. Fin mars, Tahmoh Penikett, Fran Kranz, Dichen Lachman et Enver Gjokaj rejoignent la distribution principale, rejoints en avril par Olivia Williams, Harry Lennix, Miracle Laurie et Amy Acker.
À la mi-mai, Fox commande la série et la place initialement dans la case du lundi à la mi-saison. Elle bénéficierait d'une nouvelle initiative appelée Remote Free TV, tout comme Fringe. Cette initiative consiste à augmenter la durée d'un épisode de six minutes en supprimant autant de publicités. Chaque épisode a donc une durée de 50 minutes au cours de la première saison. Néanmoins ce principe fut abandonné pour le lancement de la seconde saison ; les épisodes retrouvent alors un format classique aux séries télévisées américaines (épisodes de 42 minutes). Le producteur de la série a déclaré à ce propos : « Je ne suis pas mécontent que les épisodes ne durent plus 50 minutes, car c'est ce qui nous avait détruit [la saison précédente] ».
À la mi-juillet, Joss Whedon décide d'écrire et tourner un nouveau pilote, prévoyant le sabotage subi par Fox lors de la diffusion de sa série Firefly en 2002. La production prend une pause en septembre, après le tournage du troisième épisode, afin de peaufiner les scénarios. Entretemps en novembre, Fox annonce sa programmation de mi-saison, et déplace la série dans la case du vendredi soir, dès février.
En avril 2009, Fox annonce les dates de finales de saison, mais le treizième épisode, Epitaph One avec Felicia Day comme invitée, n'est pas à l'horaire. Cet épisode deviendra exclusif sur DVD, sorti en juillet. Le 15 mai 2009, Fox renouvelle la série pour une deuxième saison, pour une diffusion à l'automne.
De nombreux invités sont annoncés pour la deuxième saison, dont Summer Glau (Terminator), Alexis Denisof (Angel), Jamie Bamber (Battlestar Galactica), Michael Hogan (Battlestar Galactica), Keith Carradine (Dexter),, et Ray Wise (Reaper).
Fox retire la série de l'horaire durant le mois des sondages en novembre, alors que six épisodes seront diffusés en décembre, puis le 11 novembre, annule la série, rassurant que tous les épisodes produits seront diffusés,.

### Musique et générique
La bande-son de la série est composée essentiellement de ballades et de musiques mélancoliques. Les compositeurs de la musique sont Mychael Danna et Rob Simonsen.
Le générique de la série est What You Don't Know et est interprété par Jonatha Brooke qui a écrit ce titre spécialement pour la série avec Eric Bazilian. Pour la première fois dans une production de Joss Whedon, seul le personnage principal apparaît dans le générique, en l'occurrence Echo.

### Fiche technique
- Titre original : Dollhouse
- Création : Joss Whedon
- Direction artistique : Leonard Harman et Ron Mason
- Photographie : Lisa Wiegand et Ross Berryman
- Décors : David A. Koneff
- Costumes : Shawna Trpcic
- Musique : Mychael Danna et Rob Simonsen
- Production : Eliza Dushku, Steven S. DeKnight, Jane Espenson, Michele Fazekas, Tara Butters, Elizabeth Craft et Sarah Fain
- Producteurs exécutif : Joss Whedon, David Solomon et Tim Minear
- Sociétés de production : 20th Century Fox Television, Mutant Enemy et Boston Diva Productions
- Sociétés de distribution : 
  -  États-Unis : FOX (télévision) ; 20th Century Fox Television (globale)
  -  France : 20th Century Fox France
- Pays de production :  États-Unis
- Langue originale : anglais
- Format : couleur - 16:9 HD - Stéréo
- Genre : Série de Science-fiction, dramatique et Thriller
- Durée : 50 minutes (saison 1) ; 43 minutes (saison 2)

 Sauf indication contraire, les informations mentionnées dans cette section peuvent être confirmées par la base de données cinématographiques IMDb,  présente dans la section « Liens externes ».

### Diffusions
- États-Unis : du 13 février 2009 au 29 janvier 2010 sur la Fox.
- Canada : en simultané sur le réseau Global.
- France : du 5 novembre 2009 au 26 septembre 2010 sur Téva puis du 8 janvier 2011[25] au 3 mai 2011[26] sur M6.
- Québec : depuis le 10 février 2010 sur Ztélé[27].
- Suisse : depuis le 24 février 2010 sur TSR1.
- Belgique : à partir du 6 septembre 2012 sur Plug RTL.

## Personnages

### Personnages principaux
- Echo est le personnage central. C'est une « poupée » (doll) qui commence, malgré ses lavages de cerveau, à devenir consciente d'elle-même. Elle s'appelait Caroline avant de devenir une « poupée ».
- Boyd Langton est un ancien policier. Il est employé par la dollhouse pour garantir la sécurité d’Echo lors de ses missions. Il s’en veut d’avoir pris ce boulot, mais il mettrait sa vie en jeu pour protéger Echo.
- Topher Brink est un programmeur de génie qui s’exprime bien, et détaché de la notion de moralité. Il est responsable de l’imprégnation des Dolls et doit s'assurer qu’elles restent inconscientes de leur état. Il est fasciné par la science et féru des manières de contourner les protocoles. Topher n'est pas l'inventeur de cette nouvelle technologie, mais est de ceux qui l'améliorent pour le plaisir de remporter un challenge.
- Paul Ballard est un agent de terrain du FBI qui chasse le mythe urbain de la dollhouse depuis assez longtemps pour avoir perdu toute chance de promotion. Il est devenu obsédé par Caroline, l’une des filles qu'il croit membre de cette dollhouse.
- Sierra est une doll, tout comme Echo. Elle n’est pas consciente de son état, mais se sent instinctivement proche d’elle. Elle est également attirée par Victor. Selon Topher Brink, elle est amoureuse de lui et ce, malgré son état de doll.
- Victor est une doll qui prend souvent l'identité d'Anton Lubov, un membre de la mafia. Il se sent instinctivement proche de Sierra.
- Adelle DeWitt est belle, sophistiquée et froide comme la glace. Elle dirige la dollhouse avec une efficacité à la fois impitoyable et protectrice. Elle préférerait mourir plutôt que de montrer à qui que ce soit sa solitude. Elle est intimement convaincue que son travail aide à combattre la solitude d'autrui.

### Personnages secondaires
- Dr Claire Saunders est un médecin employé par la dollhouse pour s’assurer de la santé et du bien-être des dolls. Défigurée à la suite d’une agression par un doll du nom d'Alpha qui a disjoncté et s'est enfui, elle est en réalité une ex-réactive. Après son agression, sa personnalité originelle a été remplacée par celle de l'ancien Dr Saunders, tué lors du massacre perpétré par Alpha. Cette femme semble peu sûre d’elle, mais fait son travail du mieux possible. Topher l'a programmée pour qu'elle ait peur de sortir et pour qu'elle le déteste, estimant qu'il serait plus productif pour la dollhouse d'en faire une ennemie qu'une alliée.
- Laurence Dominic est le chef de la sécurité de la dollhouse. Il prend son travail très à cœur et peut être impitoyable lorsque les circonstances l’exigent. Mis au grenier pour avoir outrepassé ses ordres et voulu assassiner Echo qu'il déteste pour des raisons que nous ignorons, il réapparaît ensuite.
- Mellie est la voisine de l'ex-agent du FBI Paul Ballard, et en pince pour lui. Elle essaye de se rapprocher de lui, mais ce dernier est trop obsédé par Caroline pour la remarquer. Toutefois, elle est ce qui ressemble le plus à une amie pour lui. Elle s'avère être en fin de compte une des réactives.
- Alpha est une doll qui s'est échappée de la dollhouse en massacrant aussi bien des gardes que des dolls, épargnant étrangement Echo. Très dangereux, il semblerait que, à la suite de ses multiples changements d’identité, il se soit détraqué et soit devenu une sorte d'« hybride » fusionnant les compétences de plusieurs des personnalités qu'il a dû endosser. Armé de talents exceptionnels et très polyvalent, il semble être psychopathe et complote dans l'ombre contre la dollhouse bien que ses objectifs à long terme restent inconnus.
- Graham Tanaka est un agent du FBI très critique quant à l'enquête de Paul Ballard. Il ne croit pas en l'existence de la dollhouse qui n'est, selon lui, qu'une simple légende urbaine.
- Ivy est l'assistante de Topher. Bien qu'elle soit très douée, Topher la considère comme une domestique qu'il envoie faire ses courses ou toute autre tâche ingrate.
- Matthew Harding est un agent de la Rossum Corporation, il supervise Adelle dans son travail.
- Bennett Halverson est la programmeuse de la dollhouse de Washington. Elle est l'idole de Topher.
- Stewart Lipman est le chef de la dollhouse de Washington.

## Épisodes

### Première saison (2009)
La première saison a débuté le 13 février 2009 et s'est achevée le 8 mai 2009 sur Fox. Elizabeth Craft et Sarah Fain sont les showrunners, tandis que Tim Minear et Steven DeKnight sont producteurs consultants. L'équipe de scénaristes est composée de Tim Minear, Joss Whedon, Elizabeth Craft, Sarah Fain, Jed Whedon et Maurissa Tancharoen.
1. Le Fantôme (Ghost)
2. À la vie, à la mort (The Target)
3. Mourir sur scène (Stage Fright)
4. Réinitialisation (Gray Hour)
5. Croyance aveugle (True Believer)
6. Légende urbaine (Man on the Street)
7. Échos (Echoes)
8. L'Échappée belle (Needs)
9. Trahison en sous sol (Spy in the House of Love)
10. Post-mortem (Haunted)
11. La Belle au bois dormant (Briar Rose)
12. Omega (Omega)
13. Los Angeles 2019 (Epitaph One)

Note : l'épisode pilote, écrit et réalisé par Joss Whedon, intitulé « Echo », n'avait pas convaincu la FOX et a dû être changé pour l'épisode 1 ci-dessus. Néanmoins, les quatorze épisodes tournés pour cette première saison sont disponibles dans le coffret DVD.

### Deuxième saison (2009-2010)
Cette saison de treize épisodes débute sur Fox le 25 septembre 2009 et qui s'acheve le 29 janvier 2010.
Michele Fazekas et Tara Butters remplacent Sarah Fain et Elizabeth Craft aux postes d'auteurs-producteurs (showrunners).
1. Serments (Vows)
2. Comme une louve (Instinct)
3. Dans la tête du tueur (Belle Chose)
4. Possession (Belonging)
5. Tempête médiatique (The Public Eye)
6. Ennemies intimes (The Left Hand)
7. Incognito (Meet Jane Doe)
8. La Magie de l'amour (A Love Supreme)
9. Souffle de liberté (Stop-Lost)
10. Arcane (The Attic)
11. Caroline (Getting Closer)
12. La Tête du serpent (The Hollow Men)
13. Les Authentiques (Epitaph Two: Return)

## Réception

### Audiences
| Saison | Nombre d'épisodes | Cases horaire                                                  | Premier épisode   | Dernier épisode | Rang | Audience moyenne (en millions) |
| ------ | ----------------- | -------------------------------------------------------------- | ----------------- | --------------- | ---- | ------------------------------ |
| 1      | 13                | Vendredi 21 h                                                  | 13 février 2009   | 8 mai 2009      | #132 | 4,63                           |
| 2      | 13                | Vendredi 20 h (4 décembre 2009–18 décembre 2009) vendredi 21 h | 25 septembre 2009 | 29 janvier 2010 | #111 | 2,95                           |

Aux États-Unis, Dollhouse connaît de faibles audiences. C'est grâce aux enregistrements numériques et à la vidéo à la demande sur l'Internet que la série fut renouvelée pour une seconde saison. En effet, grâce à ces supports, les audiences de la série connaissent des pics à plus de 57 % par rapport aux scores réalisés directement à la télévision les vendredis soir.

### Critiques
La première saison reçut des critiques assez mitigées. USA Today affirme que « seuls les fans les plus dévoués de Joss Whedon s'intéresseront à la série et l'aimeront, les autres passeront leur chemin ». Néanmoins le vent a changé de direction à partir notamment du sixième épisode de la première saison, épisode à partir duquel la mythologie de la série est davantage explorée. IGN affirme que l'émission devient « plus forte et plus convaincante » à partir de ce même épisode. De même pour The Independent qui n'a pas été convaincu par les cinq premiers épisodes mais qui a également constaté « une véritable dépendance pour le meilleur travail de Joss Whedon » à partir de l'épisode Légende urbaine. Enfin le Chicago Tribune a apprécié le « ton » troublant de la série et la « direction inattendue et complexe » que Dollhouse a pris au milieu de sa première saison. Il décrit le renouvellement de la série pour une seconde saison comme « une bonne journée pour la télévision non conventionnelle ».
Quant à la saison 2, elle fut ovationnée par les critiques. Nous pouvons lire à plusieurs reprises : « À chaque nouvel épisode, Dollhouse devient de plus en plus intense […] Si les derniers épisodes maintiennent cette tendance de qualité croissante, il est certain que Dollhouse est bien placé pour avoir l'une des conclusions les plus grandiose de l'histoire de la télévision depuis ces dernières années ».

### Nominations et récompenses
En 2009, Eliza Dushku est nommée aux Scream Awards 2009 dans la catégorie « Meilleure actrice de science-fiction » pour son rôle d'Echo dans Dollhouse. La qualité de la série est également saluée par les critiques à la fin de l'année 2009 lorsque le célèbre magazine Time publie un classement des meilleurs épisodes télévisés de l'année. En effet Dollhouse se classe à la quatrième place de ce classement avec l'épisode La Belle au bois dormant (Briar Rose).

### Annulation de la série

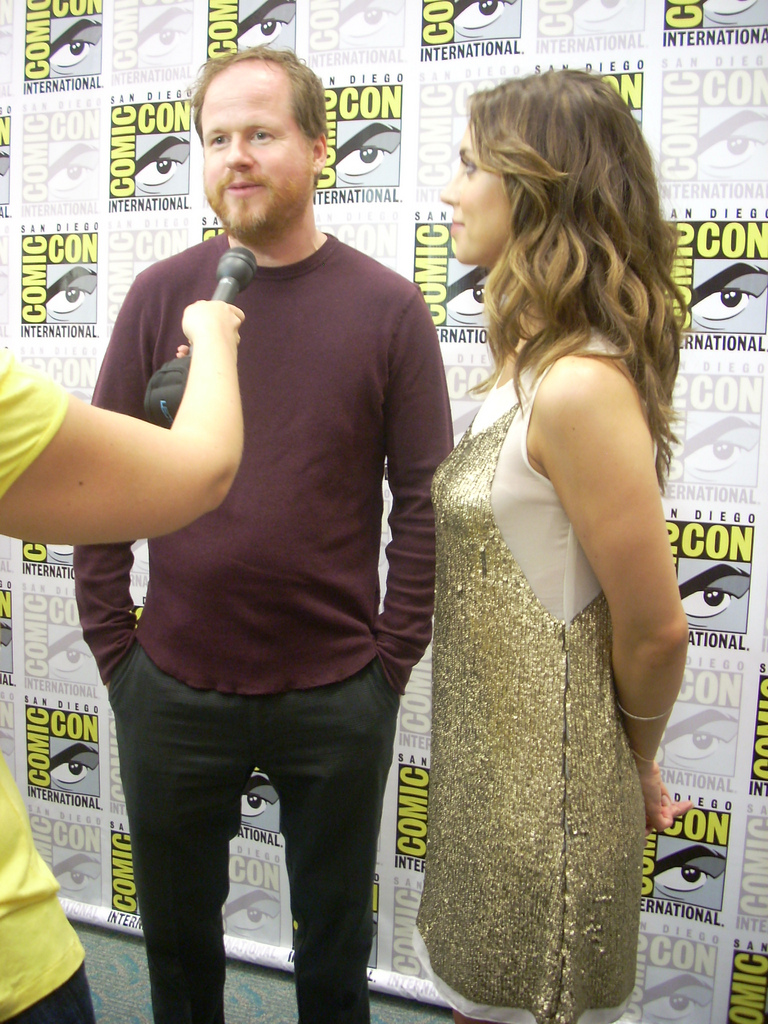
Le créateur Joss Whedon et l'actrice Eliza Dushku au Comic-Con 2009, pour la promotion de la série.

Dans une interview de Joss Whedon le 3 décembre 2009 par la journaliste Maureen Ryan pour le Chicago Tribune, celui-ci parle de l'annulation de la série. Whedon affirme que « les problèmes n'ont pas été dus au choix du style d'épisodes ("unitaires" par opposition à "feuilletonants") : si la série n'a pas décollé c'est essentiellement parce que la chaîne Fox a voulu l'enlever de sa programmation cinq minutes après l'avoir acheté ; de plus, c'est une série difficile sur le plan marketing. Il fait référence à ce type de série dans laquelle chaque épisode peut être vu indépendamment des autres mais aussi une histoire ou plusieurs qui se développent tout au long des chapitres. Il ajoute qu'il aurait voulu approfondir les désirs et les fantasmes des clients de Dollhouse mais il affirme que cela ne plut pas à la chaîne, confirmant à la journaliste qu'une partie de la série devait être centrée sur ce que chacun obtient de l'autre dans nos relations les plus intimes, qu'elles soient sexuelles ou d'un autre genre. Mais finalement, les choses prirent une autre direction. Quand on traite des fantasmes, particulièrement des fantasmes de type sexuel, on risque d'outrepasser les limites. On sait qu'on risque de choquer. On suppose qu'il s'agit d'aspects personnels qu'on ne souhaite pas que les autres voient. L'aspect sexuel était l'un des moteurs de la série à ses débuts mais, quand les choses commencèrent à prendre une autre direction, ce fut comme d'abandonner une part majeure de ce sur quoi la série avait été bâtie". Il poursuit en disant : "Nous ajoutâmes la dose d'espionnage que la chaîne voulait, mais ce que nous voulions nous c'était s'interroger sur ce qu'est l'identité. D'autres éléments de la série nous échappèrent et je ne m'en rendis pas compte avant que nous ne réalisions la deuxième saison. Je m'aperçus alors que nous nous étions éloignés de ce qui avait été l'étincelle originale de la série, et cela rend plus difficile de continuer à écrire les épisodes.» En ce qui concerne les aspects de la sexualité et de la sensualité de la série, Whedon affirme que le fait que la chaîne souhaite moins de connotations de ce type le prit au dépourvu. La télévision actuelle produite par les grandes chaînes a fait marche arrière en ce qui concerne la manière de traiter la sexualité et le corps. La Fox a la réputation de faire des choix "osés" dans ce domaine, mais ce ne sont que des mots car, dans la réalité, ils ne sont pas aussi ouverts, ce qui est frustrant pour moi. On a affaire au double langage nord-américain : torture, excellent; sexe, non, surtout pas, cela est mal." Tout en disant cela Whedon prend la précaution de laisser entendre clairement qu'il comprend les précautions prises, d'une part par la chaîne et d'autre part par les téléspectateurs. Après tout, ni Echo {Eliza Dushku} ni les autres "actifs" ne sont libres de donner leur accord en ce qui concerne leur mission. "Les gens disent que cela évoque le trafic d'êtres humains, que cela s'apparente à de la prostitution. Une partie du problème était représentée par les autres implications de ce qui, à la base, était une fantaisie. La transposition de ce genre d'activités dans le monde réel eut pour conséquences de faire reculer la chaîne, et je ne peux le leur reprocher. Mais je pense que les deux parties savaient, dès le début, de quoi il s'agissait lorsque nous avons signé le contrat." En fin de compte, ce n'est pas que Whedon regrette ses deux ans de travail. "Je crois que nous touchons à des thèmes importants. La structure et le ton de la série ont changé, mais les prémisses sont respectés, et aussi bien les acteurs, les scénaristes ainsi que l'équipe de production ont fait un travail phénoménal.

## Produits dérivés

### DVD
| Saison 1 | |
| Détails du coffret | Bonus |
| États-Unis - Les treize épisodes, répartis sur quatre DVD - Langues : anglais 5.1 - Sous titres : anglais, français, espagnol, portugais - Distributeur : Twentieth Century Fox | États-Unis - Commentaire de trois épisodes par Joss Whedon, Eliza Dushku, Jed Whedon et Maurissa Tancharoen - Documentaire en cinq parties sur la création et les coulisses de la série - Scènes coupées - L'épisode pilote original, Echo - L'épisode non-diffusé aux États-Unis, Epitaph One |
| Dates de sortie | |
| États-Unis | 28 juillet 2009 |
| Saison 2 | |
| Détails du coffret | Bonus |
| États-Unis - Les treize épisodes, répartis sur quatre DVD - Langues : anglais 5.1 - Sous titres : anglais, français, espagnol, portugais - Distributeur : Twentieth Century Fox | États-Unis - Commentaires audios - Scènes coupées |
| Dates de sortie | |
| États-Unis | été 2010 |

- En France la série est disponible depuis le 26 octobre 2011 en coffret 8 DVD regroupant l’intégral de la série. Puis le 4 avril 2012 dans le cadre de la réédition de plusieurs de ses coffrets série en DVD, Twentieth Century Fox a sorti séparément les deux saisons de la série.

## Commentaires
- Joss Whedon a ses acteurs fétiches. En effet, Dushku et Whedon ont déjà travaillé ensemble sur deux projets : Buffy contre les vampires et sa série dérivée, Angel. De même pour Amy Acker qui est déjà apparu dans Angel, Alexis Denisof dans Buffy et Angel, Summer Glau dans Angel, Firefly et Serenity, Felicia Day dans Buffy et Dr. Horrible's Sing-Along Blog, ainsi qu'Alan Tudyk dans Firefly et Serenity.
- En France, la série a été diffusée dans un premier temps sur Téva au mois de novembre 2009 et devait faire partie des événements de l'été 2010 sur M6[40], mais n'est finalement diffusée qu'à partir du 8 janvier 2011[41].